# Delphine Forest
Delphine Forest (Parigi, 28 agosto 1966 – Parigi, 31 gennaio 2020) è stata un'attrice francese.

## Biografia
Dopo un film francese e uno americano, nel 1988, all'età di 22 anni venne notata dal regista Salvatore Nocita, che le affidò il ruolo di Lucia Mondella nel fastoso sceneggiato I promessi sposi andato in onda tra il 12 novembre e il 10 dicembre del 1989, ottenendo un grande successo.
Nel 1990 interpretò Violetta nel film C'era un castello con 40 cani di Duccio Tessari. Nel 1991 venne diretta da Agnieszka Holland nel film Europa Europa. Nel 1992 interpretò il doppio ruolo di Mathilde Seurat e Julie Renard nel film I divertimenti della vita privata di Cristina Comencini. Nel 1995 Ken Russell la diresse nel film tv Oltre la mente.

## Filmografia
- Bonjour l'angoisse, regia di Pierre Tchernia (1988)
- Marcus Welby, M.D.: A Holiday Affair - film TV (1988)
- I promessi sposi, regia di Salvatore Nocita - miniserie TV (1989)
- Boris Godunov, regia di Andrzej Żuławski (1989)
- C'era un castello con 40 cani, regia di Duccio Tessari (1990)
- Europa Europa, regia di Agnieszka Holland (1990)
- I divertimenti della vita privata, regia di Cristina Comencini (1992)
- Le Nombril du monde, regia di Ariel Zeitoun (1993)
- Mauvais garçon, regia di Jacques Bral (1993)
- Oltre la mente (Mindbender), regia di Ken Russell - film TV 1995)
- Il placido Don (Quiet Flows the Don), regia di Sergej Fëdorovič Bondarčuk (2006)